# Unione della Romagna Faentina
L'Unione della Romagna Faentina è un'unione di comuni costituita il 1º gennaio 2012 tra i comuni di Faenza, Castel Bolognese, Solarolo, Brisighella, Casola Valsenio e Riolo Terme, tutti nel territorio della provincia di Ravenna, di cui costituiscono la porzione sud-occidentale. La sede dell'Unione è nel comune di Faenza.
L'Unione della Romagna Faentina si è venuta a formare a seguito dell'adesione dei comuni di Faenza, Castel Bolognese e Solarolo alla preesistente Unione dei comuni di Brisighella, Casola Valsenio e Riolo Terme, istituita nel 2009 a seguito della soppressione della Comunità Montana dell'Appennino Faentino; inoltre supporta il Consorzio di gestione del Parco regionale della Vena del Gesso Romagnola. 
A partire dal 1 gennaio 2018 l'Unione gestisce tutte le funzioni e tutti i servizi dei sei Comuni aderenti. 

## Amministrazione
La giunta dell'Unione è composta dai sei sindaci dei comuni aderenti, di cui uno in veste di presidente ed uno di vice presidente. Il sindaco di Faenza è obbligatoriamente presidente o vicepresidente dell'Unione. 
In consiglio ogni comune è rappresentato da propri consiglieri comunali delegati: i comuni di Casola Valsenio e Solarolo eleggono due consiglieri comunali di maggioranza e uno di minoranza; i comuni di Brisighella, Castel Bolognese e Riolo Terme eleggono quattro consiglieri di maggioranza e due di minoranza; il comune di Faenza elegge nove consiglieri di maggioranza e cinque di minoranza. Il presidente e il vice presidente dell'Unione sono membri di diritto del consiglio. 